# Tabernacolo dei Linaioli
 (juin 2019).
Si vous disposez d'ouvrages ou d'articles de référence ou si vous connaissez des sites web de qualité traitant du thème abordé ici, merci de compléter l'article en donnant les références utiles à sa vérifiabilité et en les liant à la section « Notes et références ».

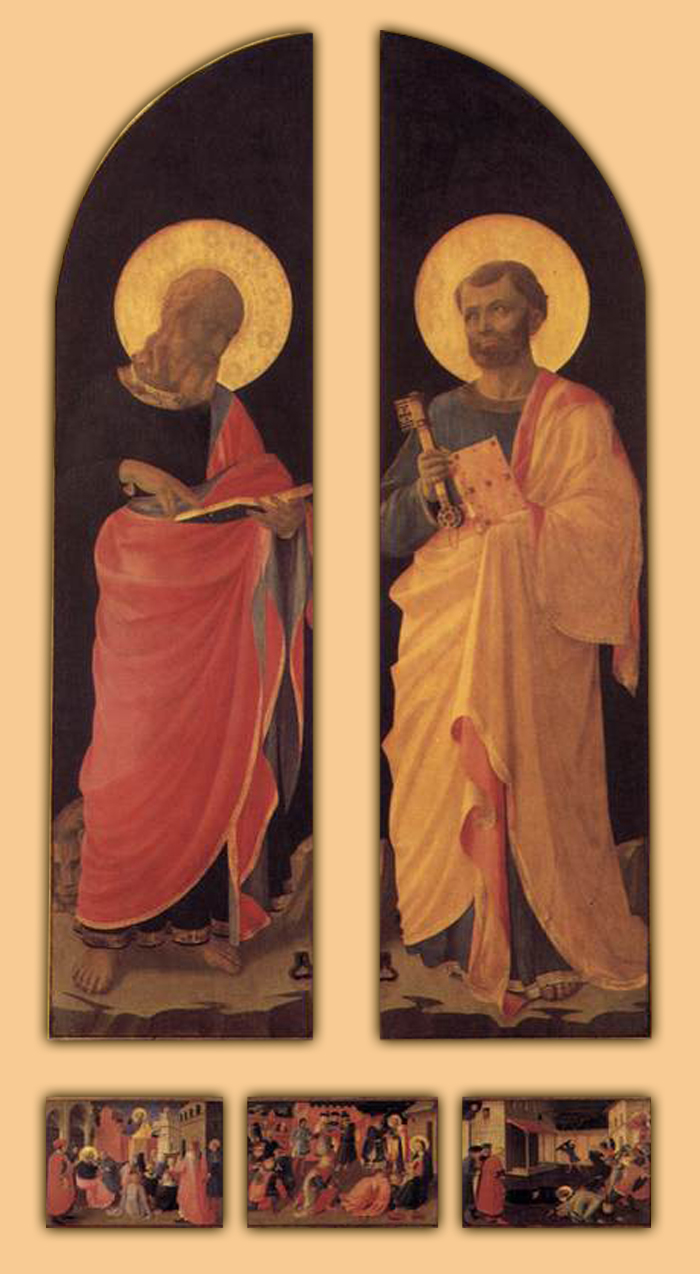
Le tabernacle fermé

Le Tabernacle de Linaioli est un petit temple de marbre de Lorenzo Ghiberti, avec les peintures de Fra Angelico (tempera sur panneau 260 × 330 cm). Les travaux, conservés dans le musée national San Marco de Florence, datent de 1432-1433.

## Histoire
La commande d'un tabernacle externe pour le siège de l'Arte dei Linaioli e Rigattieri dans le Mercato Vecchio (à l'époque Piazza Sant'Andrea) à Florence remonte à octobre 1432, lorsque le bûcheron Jacopo di Bartolo da Settignano a déclaré que le Papero se voyait allouer la partie menuiserie, tandis que les parties de marbre étaient sculptées par Simone di Nanni de Fiesole, conçu par Lorenzo Ghiberti (qui a reçu en taxe, le 29 octobre de cette année, trois florins d'or). Il se peut cependant que l'exécution ait été complétée avec un certain retard, puisque la partie figurative avec la bénédiction éternelle entre deux chérubins, dérivée iconographiquement d'une œuvre de Giovanni d'Agostino, montre une affinité avec des œuvres de Della Robbia quelques années plus tard.
Le contrat destiné à Angelico de peindre « di dentro e di fuoi co' colori oro et azzurro et ariento, de' migliori et più fini che si truovino » est daté du 2 juillet 1433, avec une redevance convenue de 190 florins d'or. La prédelle est généralement datée de 1434 - 1435. La date exacte de l'installation du tabernacle sur la façade du bâtiment n'est pas connue.
Le travail est de mesures exceptionnelles, comparable seulement, dans le paysage de la peinture florentine, à la Majesté de Santa Trinita (Maestà di Santa Trinita) de Cimabue ou à la Madonna Rucellai de Duccio di Buoninsegna. Plus qu'un tabernacle, il ressemble à un portail monumental. Peut-être les mesures et la forme étaient-elles dues à une table ou à une fresque du treizième siècle déjà présente, qui a été remplacée, ou plus probablement devait correspondre à la peinture la majesté des statues dans les niches d'Orsanmichele.
Déjà en 1777, le travail avait été admis au palais de la Bourse, où certains biens des Arti di Firenze avaient convergés, et cette année l'œuvre a été transféré à la Galerie des Offices. En 1924, elle était dirigée  vers le musée de San Marco.
Avec la destruction du Mercato Vecchio occasionnée lors du « Risanamento » de la ville, le site original de l'Arte dei Linaiuoli, où l'espace qui abritait autrefois le tabernacle existait encore, a été détruit.
Le tabernacle a fait l'objet d'une restauration capillaire achevée en 2010, à l'issue de laquelle il a été temporairement exposé dans la bibliothèque Michelozzo du musée de San Marco.

## Description
Le tabernacle est composé d'une structure de marbre rectangulaire avec une cuspide triangulaires'y trouve un mandorle avec la bénédiction du Christ et des anges chérubins (Cristo benedicente e Angeli cherubini.). Au centre, à l'intérieur d'une ouverture cintrée, se trouve la table angélique, avec la Majesté encadrée par un groupe de douze anges musiciens. En face il y a deux portes mobiles peintes des deux côtés avec des saints en pleine figure: à l'extérieur, visible lorsque le tabernacle est fermé, il y a saint Marc l’évangéliste (à gauche) et saint Pierre (à droite); à l'intérieur saint Jean le Baptiste (à gauche) et saint Jean l'évangéliste (à droite). Le retable est complet avec prédelle, divisé en trois panneaux avec : Saint-Pierre appelé l'Évangile à Saint-Marc, l'Adoration des Mages et le Martyre de Saint-Marc. La figure de Marc se produit parce qu'il était le protecteur de la société.
Le panneau central, bien que fortement endommagé, a un style compatible avec les premiers travaux d'Angelico, avec un gradin de marbre sur lequel le siège est situé; sur deux rideaux de drap (référence à l'activité textile de la guilde?) nous voyons un plafond peint comme un ciel étoilé (rappel à l'Annonciation de Washington de Masolino) où vole la colombe du Saint-Esprit.

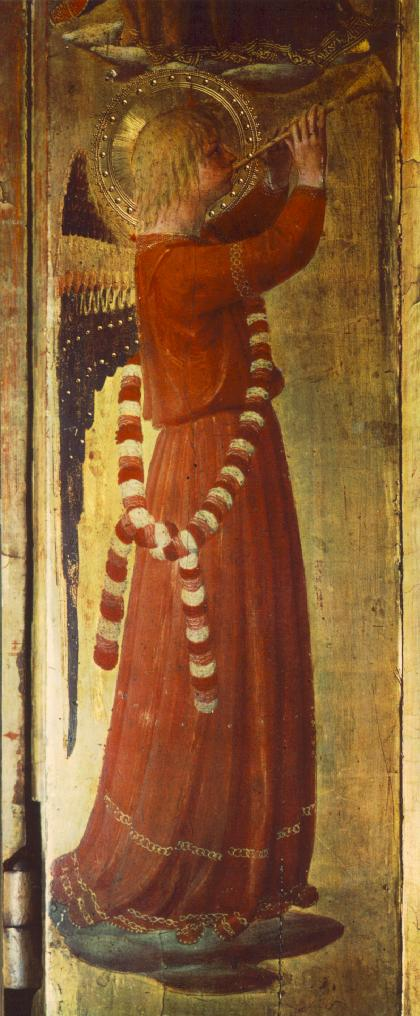
Ange musicien

## Style
Les figures du tabernacle sont caractérisées par l'axialité de la perspective et la centralité. La Madone est encadrée par une profusion de brocarts et de draperies dorées, ce qui lui confère une aura de préciosité et de suspension comparable aux icônes. L'importance accordée aux tissus peut être liée à des raisons contingentes de l'activité de la guilde, mais leur présence amplifie également la lumière, les volumes et les couleurs de la Vierge à l'Enfant.
Les saints, malgré la taille qui les rendait le plus grand de tous les autres panneaux florentins de l'époque, étaient représentés avec beaucoup de talent et peut-être dans le dessin aidé par Lorenzo Ghiberti, comme semble le suggérer un passage des Commentaires et quelques similitudes avec ses statues pour Orsanmichele (en particulier le San Matteo et le Santo Stefano, dont les peintures sur les portes semblent les transfigurations picturales). Les majestueuses figures du Tabernacle ont probablement été créées pour participer pleinement aux tabernacles d'Orsanmichele, où les autres Arti avaient les statues de leurs saints patrons.
Les saints sont peints avec une tridimensionnalité calculée et semblent percer la surface picturale, précisément comme des statues : saint Jean-Baptiste tient la croix en avant par rapport au corps; saint Jean l'Évangéliste a la main droite étendue en bénédiction et le livre tourné vers le spectateur; saint Marc, protecteur des Linaioli, a une pose organisée sur les lignes diagonales et un livre en perspective ; saint Pierre tient enfin le volume des Épitres avec les deux mains et a la main droite un peu en avant du corps tandis que la gauche sort de dessous le manteau.
Les anges musiciens du cadre sont conçus avec une grande liberté, plus grande que dans les travaux antérieurs, et sont peut-être intervenus dans leur conception Ghiberti, même si l'état de conservation ne permet pas de juger s'ils ont été effectivement peints par Angelico ou un collaborateur.

## Prédelle
Le premier panneau de la prédelle montre saint Pierre dictant l'Évangile à saint Marc (San Pietro che detta il Vangelo a san Marco). On voit le premier apôtre qui prêche à la foule à partir d'une base hexagonale en bois, tandis qu'à gauche saint Marc écrit, avec l'aide d'un novice agenouillé qui tient l'encrier. De nombreux personnages habillés à la mode de l'époque participent à la scène, tandis que le fond est composé d'une série de bâtiments en perspective, qui rappellent plus ou moins fidèlement l'architecture florentine peinte avec un raffinement remarquable (campanile della Badia, palazzo Vecchio, etc.). La forme de la figure de saint Pierre et la composition avec les personnages de profil et les épaules rappellent certaines fresques de la chapelle Brancacci, en particulier la résurrection du fils de Teofilo et de Saint Pierre dans la chaire (Resurrezione del figlio di Teofilo e san Pietro in cattedra) de Masaccio. La profondeur spatiale est plus grande que dans les scènes précédemment peintes.
Le panneau central présente une adoration novatrice des mages, qui remplaçant la procession traditionnelle disposée horizontalement comme une frise (comme dans L'Annonciation de Cortone), a une composition de type circulaire. La Vierge à l'Enfant est toujours assise à droite pour recevoir l'hommage de deux mages, tandis que le reste du cortège est disposé sur une ligne parallèle à l'arrière-plan, le troisième mage étant occupé à parler à saint Joseph. Dans la tête du jeune homme entre les deux chevaux, peinte avec une technique pointilliste, on a voulu reconnaître la main du jeune Piero della Francesca.
La troisième scène montre le martyre de saint Marc : le corps du saint, traîné dans les rues d'Alexandrie, est saisi par une grêle prodigieuse qui met en fuite les tortionnaires. Le côté droit est occupé par la représentation de la tempête à partir de laquelle les personnages fuient, avec des actions éloquentes qui dans le travail de l'artiste ne peuventt être trouvée dans les scènes de la vie de Saint Cosme et Damien du retable de San Marco. La représentation atmosphérique de la tempête rappelle le Miracolo della Neve (miracle de la neige) à Sassetta à Sienne, mais ne se reflète pas dans la peinture florentine.
Prédelle